# Owe Sandström

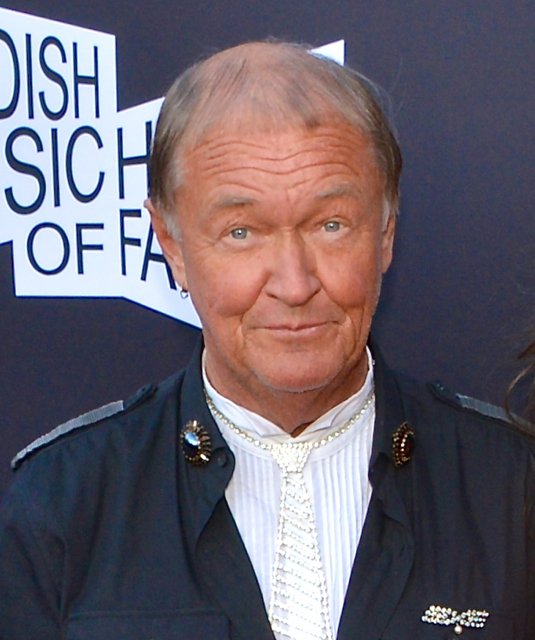
Owe Sandström vid invigningen av Abbamuseet 2013.

Karl Owe Sandström, född 28 september 1944, är en svensk kläddesigner, TV-personlighet och lärare. Han är känd som skapare av Abbas scenkläder.
Sandström är uppvuxen i Härnösand.  Han är gymnasielärare i naturvetenskapliga ämnen och har i många år undervisat inom naturbruksprogrammet på Spånga gymnasium i Stockholm, med specialisering på tropiska djur. Där byggde han upp en av Sveriges största gymnasieinstitutioner med levande djur. Sandström är känd från TV då han på 1990-talet medverkade i programmet Söndagsöppets avdelning "Hur gör djur".
Sandström skapade alla Abbas scenkläder förutom Waterloo-kostymerna i Brighton 1974.
Sandström var dessutom idéskapare för invigningsnumret och showinslaget i Stockholm International Horse Show som årligen hölls i Globen i Stockholm.
År 2015 var han värd för radioprogrammet Sommar i P1.